# Kilnaleck
Kilnaleck (iriska: Cill na Leice) är en ort i republiken Irland.   Den ligger i grevskapet An Cabhán och provinsen Ulster, i den norra delen av landet, 90 km nordväst om huvudstaden Dublin. Kilnaleck ligger 118 meter över havet och antalet invånare är 384.
Terrängen runt Kilnaleck är platt. Runt Kilnaleck är det ganska tätbefolkat, med 52 invånare per kvadratkilometer. Närmaste större samhälle är Ballyjamesduff, 7,5 km öster om Kilnaleck. Trakten runt Kilnaleck består i huvudsak av gräsmarker.